# Департаменты Кот-д’Ивуара
Кот-д’Ивуар разделен на 81 департамент (фр. departement) и 2 округа, которые объединены в 19 областей (фр. region).
Список департаментов по областям:

## Агнеби
- Адзопе
- Агбовиль
- Акупе
- Якасе Атобру

## Ба-Сассандра
- Гвейо
- Сан-Педро
- Сассандра
- Субре
- Табу

## Бафинг
- Коро
- Туба
- Уанину

## Валле-дю-Бандама
- Бваке
- Беуми
- Ботро
- Дабакала
- Катиола
- Сакасу

## Вородугу
- Кунахири
- Манконо
- Сегела

## Денгеле
- Одиенне
- Мадинани
- Минигнан

## Занзан
- Буна
- Бундуку
- Кун-Фао
- Насиан
- Танда
- Трансуа

## Лагюн
- Абиджан
- Алепе
- Гранд-Лаху
- Дабу (Кот-д’Ивуар)
- Джекьевилль
- Сикенси
- Тиасале

## Лак
- Дидиеви
- Тиебису
- Тумоди
- Ямусукро

## Марауэ
- Бвафле
- Синфра
- Звенула

## Муайен-Кавелли
- Блолекин
- Гигло
- Двекуе
- Тулеплю

## Муайен-Комоэ
- Абенгуру
- Агнибилекру
- Бетие

## Дизюит-Монтань
- Банголо
- Бианкума
- Данане
- Зуан Хуньен
- Куибли
- Ман

Примечание. До 2011 года; с 2011 года входит в округ Монтань.

## Нзи-Комоэ
- Боканда
- Бонгуану
- Даукро
- Димбокро
- Мбахикро
- Прикро

## О-Сассандра
- Вавуа
- Далоа
- Зукугбю
- Иссия

## Саван
- Бундиали
- Корого
- Куто
- Синематиали
- Тенгрела
- Уанголодугу
- Феркесодугу

## Сюд-Бандама
- Диво
- Лакота
- Фреско

## Сюд-Комоэ
- Абоисо
- Адиаке
- Гранд-Басам
- Тиапум

## Фромаже
- Гагноа
- Уме

## История
- 1969: Созданы 24 департамента. В Северном регионе созданы департаменты Корого, Феркеседугу, Бундиали, Одиенне, Сегела и Туба. В Центральном — Буаке, Буафле, Катиола и Димбокро. В Восточном — Бондуку и Абенгуру. В Южном — Абиджан, Абоисо, Адзопе, Агбовиль, Диво и частично Сасандра. В Центрально-Западном — Далоа, Ганьоа и частично Сасандра. В Западном — Ман, Бианкума, Данане и Гигло.
- 1974: Созданы 2 департамента: Буна (из Бондуку) и Дабакала (из Катиола).
- 1980: Созданы 8 департаментов: Бонгуану (из Димбокро), Иссия (из Далоа), Лакота (из Диво), Манконо (из Сегела), Уме (из Ганьоа), Субре (из Сасандра), Тенгрела (из Бундиали) и Зуэнула (из Буафле).
- 1988: Созданы 15 департаментов: Гранд-Лаху и Тиасале (из Абиджан), Танда (из Бондуку), Синфра (из Бвафле), Вавуа (из Далоа), Даукро (из Димбокро), Двекуе (из Гигло), Банголо (из Ман) и Сан-Педро и Табу (из Сассандра). Департаменты Беуми, Мбахиакро, Сакасу, Тумоди и Ямусукро выделены из департамента Бваке. Часть департамента Абиджан передана Диво.
- 1995: Создан департамент Агнибилекру (из Абенгуру).
- 1998: Созданы 8 департаментов: Алепе, Дабу и Джекьевилль (из Абиджан), Адиаке (из Абоисо), Боканда (из Димбокро), Тулеплю (из Гигло) и Тиебису (из Ямусукро). Департамент Гранд-Басам сформирован из частей Абиджан и Абоисо.
- 2000: Создан департамент Дидиеви (из Тиебису).
- Начало 2005: Созданы 7 департаментов: Акупе (из Адзопе), Мадинани и Минигнан (из Одиенне), Куибли (из Ман), Зуан Хуньен (из Данане), Прикро (из Мбахиакро) и Насиан (из Буна).
- Октябрь 2005: Созданы 4 департамента: Сикенси (из Дабу), Блолекин (из Гигло), Кунахири (из Манконо) и Кун-Фао (из Танда).
- 2007: Создан департамент Тиапум (из Абоисо).
- Март 2008: Созданы 9 департаментов: Якасе Атобру (из Адзопе), Коро (из Туба), Гвейо (из Сассандра), Зукугбю (из Далоа), Бетие (из Абенгуру), Куто (из Бундиали), Уанголодугу (из Феркесодугу), Синематиали (из Корого) и Ботро (из Бваке).
- Октябрь 2008: Создан департамент Фреско (из Диво).
- 2009: Созданы 2 департамента: Трансуа (из Танда) и Уанину (из Туба). Департаменты Абиджан и Ямусукро преобразованы в округа.

В настоящее время[когда?] Кот-д’Ивуар включает в себя 81 департамент и 2 округа.

## Будущие преобразования
Предполагается формирование новых департаментов из частей старых:
- Саматигила и Бако (из Одиенне)
- Мбенге (из Корого)
- Конг (из Феркесодугу)
- Кани и Массала (из Сегела)
- Сарала (из Манконо)
- Ниакарамандугу (из Катиола)
- Техини (из Буна)
- Сапли-Сепинго и Сандеге (из Бондуку)
- Бробо (из Бваке)
- Атигуакро (из Ямусукро)
- Бонон (из Бвафле)
- Аррах и Мбато (из Бонгуану)
- Дуфребо (из Агнибилекру)
- Ниабле (из Абенгуру)
- Мафере и Айаме (из Абоисо)
- Рубино (из Агбовилль)
- Аньяма (из Абиджан)
- Таабо (из Тиасале)
- Гитри (из Диво)
- Гиберуа (из Гагноа)
- Таи (из Гигло)
- Сипилу (из Бианкума)
- и прочие.